# Sechsundneunzig
Sechsundneunzig ist das 19. Studioalbum des deutschen Pop-Rock-Musikers Peter Maffay aus dem Jahr 1996.

## Entstehung und Veröffentlichung
Die Erstveröffentlichung von Sechsundneunzig erfolgte am 4. März 1996 bei Ariola. Das Album erschien in seiner Originalausführung als CD mit zwölf Titeln (Katalognummer: 74321 30961 2). Am 6. Oktober 2017 erschien es bei Sony Music erstmals als LP-Ausführung (Katalognummer: 88985467641).
Die Texte aller Titel wurden von Bernie Conrads (1, 2, 4, 5, 7–9, 11), Peter Maffay (1, 3–5, 10, 11), Bertram Engel (2, 9), Carl Carlton (2, 9), Jule Neigel (3, 6, 12), Michel Polnareff (6, 12), Ken Taylor (8) geschrieben. Für die Produktion aller Lieder zeichnete das Trio aus Carlton, Engel und Maffay verantwortlich.

## Inhalt und Stil
Bei Sechsundneunzig handelt es sich stilistisch um ein Pop-Rock-Album. Inhaltlich behandelt es überwiegend Lieder, die sich mit dem Thema Liebe auseinandersetzen.

## Titelliste
1. Ich sag ja – 4:12
2. Dich zu sehn – 5:23
3. Freiheit, die ich meine – 5:53
4. Meine Prinzessin – 5:11
5. Kannst Du das verstehn – 5:10
6. Siehst du die Sonne – 5:55
7. HBF Blues – 5:04
8. Moment mal – 4:36
9. Es hat keinen Zweck – 3:10
10. Niemals gesagt – 5:24
11. Happy Birthday – 6:07
12. Siehst du die Sonne (Acoustic Version) – 4:20

## Mitwirkende (Auswahl)
- Andreas Becker (Gitarre)
- Carl Carlton (Gitarre, Slide-Gitarre, Perkussion, Chor)
- Frank Diez (Gitarre, Mandoline)
- Bertram Engel (Schlagzeug, Perkussion, Chor)
- Jean-Jacques Kravetz (Keyboards)
- Pascal Kravetz (Keyboards, Perkussion, Akkordeon, Chor)
- Sheryl Hackett (Chor)
- Peter Maffay (Gesang 1–12, Gitarre 1–12, Keyboards)
- Bobby Stern (Mundharmonika)
- Felicia Taylor (Chor)
- Ken Taylor (Bass, Chor)

## Kommerzieller Erfolg

### Chartplatzierungen
| ChartsChartplatzierungen | Höchstplatzierung | Wochen |
| ------------------------ | ----------------- | ------ |
| Deutschland (GfK)        | 1 (30 Wo.)        | 30     |
| Österreich (Ö3)          | 30 (5 Wo.)        | 5      |
| Schweiz (IFPI)           | 6 (12 Wo.)        | 12     |

### Auszeichnungen für Musikverkäufe
| Land/Region        | Auszeichnungen für Musikverkäufe (Land/Region, Auszeichnung, Verkäufe) | Verkäufe |
| ------------------ | ---------------------------------------------------------------------- | -------- |
| Deutschland (BVMI) | Platin                                                                 | 500.000  |
| Insgesamt          | 1× Platin ·                                                            | 500.000  |